# COVID-19-Pandemie in der Mongolei
Die COVID-19-Pandemie in der Mongolei tritt als regionales Teilgeschehen des weltweiten Ausbruchs der Atemwegserkrankung COVID-19 auf und beruht auf Infektionen mit dem Ende 2019 neu aufgetretenen Virus SARS-CoV-2 aus der Familie der Coronaviren. Die COVID-19-Pandemie breitet sich seit Dezember 2019 von China ausgehend aus. Ab dem 11. März 2020 stufte die Weltgesundheitsorganisation (WHO) das Ausbruchsgeschehen des neuartigen Coronavirus als Pandemie ein.
Am 10. März 2020 wurde der erste COVID-19-Fall in der Mongolei bestätigt.

## Statistik
Die Fallzahlen entwickelten sich während der COVID-19-Pandemie in der Mongolei wie folgt:

### Infektionen

Bestätigte Infizierte in der Mongolei nach Daten der WHO. Oben kumuliert, unten Tageswerte

### Todesfälle

Bestätigte Todesfälle in der Mongolei nach Daten der WHO. Oben kumuliert, unten Tageswerte